# Ludwig Philipp von Wintzingerode
Ludwig Philipp von Wintzingerode (* 18. April 1665; † 18. September 1720) war ein deutscher Adeliger, der als General und Oberbefehlshaber der Truppen im Dienst des Erzbischofs von Mainz stand sowie würzburgischer Kammerherr und Herr auf Archshofen war.
Ludwig Philipps Familie stammt aus dem heute thüringischen Eichsfeld. Er ist der zweitälteste Sohn von Hans Ernst von Wintzingerode (1630–1690) und der Dorothea von Meding. Ludwig Philipp heiratete am 4. Dezember 1689 Juliane Sophie von Boehner, geb. Freiin Wolfskeel von Reichenberg (1666–1736). Aus dieser Ehe ging der 1698 geborene Philipp Ignaz hervor, der Domherr in Münster und würzburgischer Stallmeister wurde und nach dem Tod des Vaters dessen Gut Archshofen übernahm.